# Luncșoru, Dolj
Luncșoru este un sat în comuna Ghercești din județul Dolj, Oltenia, România. O veche localitate doljeana.
 Acest articol despre o localitate din județul Dolj este deocamdată un ciot. Puteți ajuta Wikipedia prin completarea lui.